# Onomacrit
Onomacrit a fost conform lui Herodot un poet orfic din Atena secolului al VI-lea î. e. n. care și-a atribuit propria operă lui Orfeu și discipolului acestuia, Musaios.
Onomacrit a fost probabil elevul cretanului Thales (Aristotel, pol. II, 9, 5). El este pomenit ca falsificator de către Herodot și Aristotel. A conceput mai ales profețiile atribuite lui Musaios (χρησμοί și τελεταί), se pare că la comanda lui Hiparh, fiul lui Pisistratus (ca. 607 - 528 î. e. n.). Falsificarea a fost descoperită de către poetul ditirambic Lasos și a dus la surghiunirea lui Onomacrit de la curtea tiranilor pisistradizi Hippias și Hiparh. Însuși Hiparh l-a alungat din Atena, probabil pentru a nu se compromite. Pisistradizii  au trebuit și ei până la urmă, în 510, să ia calea exilului și i-au acordat din nou ocrotire lui Onomacrit, luându-l cu ei la curtea de la Susa, de unde au susținut războiul persan împotriva Polisurilor ionice. Și la curtea lui Xerxes, Onomacrit a făcut ca mijlocitor al oracolelor orfice carieră, fapt care i-a atribuit o anumită autoritate în luarea deciziilor politice. 
Herodot schițează poetului un portret negativ, căruia nu i se poate da crezare întru totul; lui Onomacrit îi revine totuși parțial meritul de a fi reunit cânturile homerice culese de Licurg în cele două celebre epopei, "Iliada" și "Odiseea". 